# Copa Perú 1970
La Copa Perú 1970 fue la edición número 4 en la historia de la competición. El torneo otorgó un cupo al torneo de Primera División y finalizó el 10 de mayo tras terminar el hexagonal final que tuvo como campeón al Atlético Torino logrando el ascenso al Campeonato Descentralizado 1970.

## Etapa Regional
Esta etapa se jugó con 23 equipos luego de la finalización de la "Etapa Departamental" que clasificó al equipo campeón cada Departamento del Perú (excepto la Provincia Constitucional del Callao).

### Región Norte A
| Departamento | Club                          | Ciudad    |
| ------------ | ----------------------------- | --------- |
| Cajamarca    | Asociación Deportiva Bancaria | Jaén      |
| Lambayeque   | Unión Tumán                   | Tumán     |
| Piura        | Atlético Torino               | Talara    |
| Tumbes       | Deportivo Ferrocarril         | Zarumilla |

- Clasificado: Atlético Torino

### Región Norte B
| Departamento | Club                 | Ciudad         |
| ------------ | -------------------- | -------------- |
| Áncash       | José Gálvez          | Chimbote       |
| Huánuco      | León de Huánuco      | Huánuco        |
| La Libertad  | Defensor Casa Grande | Casa Grande    |
| Pasco        | Sport Ideal          | Cerro de Pasco |

- Clasificado: Defensor Casa Grande

### Región Oriente
| Departamento | Club             | Ciudad      |
| ------------ | ---------------- | ----------- |
| Amazonas     | Higos Urco       | Chachapoyas |
| Loreto       | CNI              | Iquitos     |
| San Martín   | Cultural Juanjuí | Juanjuí     |

- Clasificado: CNI

### Región Centro
| Departamento | Club                      | Ciudad    |
| ------------ | ------------------------- | --------- |
| Huancavelica | Unión Deportivo Ascensión | Ascensión |
| Ica          | Deportivo Huracán         | Ica       |
| Junín        | Unión Ocopilla            | Huancayo  |
| Lima         | Walter Ormeño             | Imperial  |

- Clasificado: Unión Ocopilla

### Región Sureste
| Departamento  | Club                | Ciudad           |
| ------------- | ------------------- | ---------------- |
| Apurímac      | Deportivo Bancario  | Abancay          |
| Ayacucho      | Alianza Huamanga    | Ayacucho         |
| Cusco         | Deportivo Garcilaso | Cusco            |
| Madre de Dios | Mariscal Cáceres    | Puerto Maldonado |

- Clasificado: Deportivo Garcilaso

### Región Sur
| Departamento | Club                 | Ciudad   |
| ------------ | -------------------- | -------- |
| Arequipa     | Melgar               | Arequipa |
| Moquegua     | AJEC                 | Ilo      |
| Puno         | Deportivo Salesianos | Puno     |
| Tacna        | Mariscal Miller      | Tacna    |

- Clasificado: Melgar de Arequipa

## Hexagonal final
| Equipo               | PJ | PG | PE | PP | GF | GC | DG | Pts |
| -------------------- | -- | -- | -- | -- | -- | -- | -- | --- |
| Atlético Torino      | 5  | 4  | 0  | 1  | 10 | 4  | +6 | 8   |
| FBC Melgar           | 5  | 3  | 1  | 1  | 7  | 3  | +4 | 7   |
| CNI                  | 5  | 2  | 1  | 2  | 7  | 8  | -1 | 5   |
| Unión Ocopilla       | 5  | 2  | 1  | 2  | 7  | 8  | -1 | 5   |
| Defensor Casa Grande | 5  | 1  | 2  | 2  | 10 | 11 | -1 | 4   |
| Deportivo Garcilaso  | 5  | 0  | 1  | 4  | 4  | 11 | -7 | 1   |

| \| Jor. \| Fecha \| Estadio \| Ciudad \| Local \| Score \| Visitante \| \| ---- \| ---------- \| -------- \| ------ \| ------------------- \| ----- \| ------------------- \| \| 1 \| 26-04-1970 \| Nacional \| Lima \| CNI \| 1-0 \| FBC Melgar \| \| 1 \| 26-04-1970 \| Nacional \| Lima \| Unión Ocopilla \| 1-1 \| Defensor Casagrande \| \| 1 \| 26-04-1970 \| Nacional \| Lima \| Atlético Torino \| 1-0 \| Deportivo Garcilaso \| \| 2 \| 29-04-1970 \| Nacional \| Lima \| Unión Ocopilla \| 2-0 \| Deportivo Garcilaso \| \| 2 \| 29-04-1970 \| Nacional \| Lima \| FBC Melgar \| 1-1 \| Defensor Casagrande \| \| 2 \| 29-04-1970 \| Nacional \| Lima \| Atlético Torino \| 4-1 \| CNI \| \| 3 \| 03-05-1970 \| Nacional \| Lima \| FBC Melgar \| 4-1 \| Unión Ocopilla \| \| 3 \| 03-05-1970 \| Nacional \| Lima \| Atlético Torino \| 3-1 \| Defensor Casagrande \| \| 3 \| 03-05-1970 \| Nacional \| Lima \| CNI \| 1-1 \| Deportivo Garcilaso \| \| 4 \| 06-05-1970 \| Nacional \| Lima \| FBC Melgar \| 1-0 \| Deportivo Garcilaso \| \| 4 \| 06-05-1970 \| Nacional \| Lima \| CNI \| 3-1 \| Defensor Casagrande \| \| 4 \| 06-05-1970 \| Nacional \| Lima \| Atlético Torino \| 3-1 \| Unión Ocopilla \| \| 5 \| 08-05-1970 \| Nacional \| Lima \| Unión Ocopilla \| 2-1 \| CNI \| \| 5 \| 08-05-1970 \| Nacional \| Lima \| Defensor Casagrande \| 6-3 \| Deportivo Garcilaso \| \| 5 \| 08-05-1970 \| Nacional \| Lima \| FBC Melgar \| 1-0 \| Atlético Torino \| |            |          |        |                     |       |                     |
| Jor. | Fecha      | Estadio  | Ciudad | Local               | Score | Visitante           |
| 1 | 26-04-1970 | Nacional | Lima   | CNI                 | 1-0   | FBC Melgar          |
| 1 | 26-04-1970 | Nacional | Lima   | Unión Ocopilla      | 1-1   | Defensor Casagrande |
| 1 | 26-04-1970 | Nacional | Lima   | Atlético Torino     | 1-0   | Deportivo Garcilaso |
| 2 | 29-04-1970 | Nacional | Lima   | Unión Ocopilla      | 2-0   | Deportivo Garcilaso |
| 2 | 29-04-1970 | Nacional | Lima   | FBC Melgar          | 1-1   | Defensor Casagrande |
| 2 | 29-04-1970 | Nacional | Lima   | Atlético Torino     | 4-1   | CNI                 |
| 3 | 03-05-1970 | Nacional | Lima   | FBC Melgar          | 4-1   | Unión Ocopilla      |
| 3 | 03-05-1970 | Nacional | Lima   | Atlético Torino     | 3-1   | Defensor Casagrande |
| 3 | 03-05-1970 | Nacional | Lima   | CNI                 | 1-1   | Deportivo Garcilaso |
| 4 | 06-05-1970 | Nacional | Lima   | FBC Melgar          | 1-0   | Deportivo Garcilaso |
| 4 | 06-05-1970 | Nacional | Lima   | CNI                 | 3-1   | Defensor Casagrande |
| 4 | 06-05-1970 | Nacional | Lima   | Atlético Torino     | 3-1   | Unión Ocopilla      |
| 5 | 08-05-1970 | Nacional | Lima   | Unión Ocopilla      | 2-1   | CNI                 |
| 5 | 08-05-1970 | Nacional | Lima   | Defensor Casagrande | 6-3   | Deportivo Garcilaso |
| 5 | 08-05-1970 | Nacional | Lima   | FBC Melgar          | 1-0   | Atlético Torino     |

|                           |
| Atlético Torino 1º título |